# Wallace West (DC Comics)
Wallace West, más conocido como Kid Flash, es un personaje ficticio del Universo DC Comics, introducido originalmente como una nueva interpretación de Wally West, como parte del relanzamiento de The New 52 de DC, el cómic DC Rebirth #1 estableció más tarde que él es, de hecho, un nuevo personaje del mismo nombre, siendo el primo de Wally, ambos nombrados por su bisabuelo. Para evitar confusiones, el personaje fue renombrado en cómics posteriores como Wallace West.
Keiynan Lonsdale es el primer actor en interpretar al personaje en vivo en los programas de Arrowverso The Flash, Leyendas del mañana y Supergirl. Esta versión es el hermano de Iris West-Allen.

## Historial de publicaciones
La «reintroducción» de Wally West a DC comics después del reinicio del universo DC llamado The New 52 en 2011, el cual removió al original Wally West de la continuidad, fue anunciada en enero de 2014. Originalmente concebido como una reinterpretación birracial del personaje clásico de Wally West. Wallace se declara en sus cómics introductorios y creadores como el hijo del hermano de Iris West, Rudy, como en las historias anteriores a New 52. Sin embargo, la interpretación original de Wally West, habiendo sido el personaje principal de Flash durante muchos años, todavía era extrañada por los fanáticos de DC, por lo que la compañía decidió traer al Wally original de nuevo a la continuidad en DC Rebirth #1 (2016) de Geoff Johns, estableció retroactivamente que el padre de Wallace no era Rudy, como se indicó anteriormente; era el hijo del otro hermano de Iris, el entonces recientemente presentado Daniel West, también la última encarnación de Flash Reverso, quien se había redimido y sacrificado como miembro del Escuadrón Suicida.

## Biografía ficticia
Wallace aparece por primera vez en The Flash Annual #3 (junio de 2014) en una historia ambientada veinte años en el futuro, cuando un Flash viejo y cansado (Barry Allen) lee sobre el funeral de Wallace y promete cambiar la historia. Relacionado con la historia en curso The New 52: Futures End, la historia de The Flash: Futures End #1 describe un encuentro entre Barry de cinco años en el futuro (cuando se supone que Wallace debe morir) y Barry de 20 años en el futuro, quién está dispuesto a prevenirlo. En el transcurso de la historia, Wallace termina aprendiendo que Barry es Flash y absorbe parte de Fuerza de la Velocidad, la fuente de las habilidades de Flash, durante la batalla entre Barry y su futura contraparte. Se convierte en un velocista pero su carrera de héroe es de corta duración; se sacrifica para arreglar una herida en la fuerza de velocidad. Sin embargo, debido a los efectos del viaje en el tiempo, esto tiene implicaciones para Wallace al principio de su historia. Casi al mismo tiempo, en la narrativa actual de The Flash, Barry conoce a Wallace por primera vez a través de Iris. Es alcanzado por un rayo y adquiere supervelocidades; una aparición de su yo futuro explica que, como consecuencia de cómo su yo futuro había muerto reparando la Speed Force, todo el poder dentro de él pudo viajar en el tiempo y usar el accidente del rayo de Wallace como catalizador. El primer acto de Wallace como velocista es usar sus poderes para proteger a un compañero de clase de un matón, usando los mismos elementos artísticos que los poderes del Profesor Zoom.
DC Rebirth #1, parte de un evento de toda la compañía del mismo nombre, marcó los intentos de DC de restaurar gran parte de lo que perdió en el reinicio de New 52, tanto en el tono como en las historias de sus personajes. Presenta a Wally West mirando a su primo más joven, Wallace, desde fuera del tiempo, orgulloso y asombrado de que él también se haya convertido en un velocista, y reflexionando sobre cómo ambos llevan el nombre del mismo abuelo. Wally es devuelto a la realidad por Barry, quien lo recuerda por primera vez desde los eventos de Flashpoint. Teen Titans Rebirth #1, muestra a Wallace uniéndose al equipo de superhéroes Jóvenes Titanes como Kid Flash.
Wallace, como Kid Flash, conoce a Wally West, como Flash, cuando ayuda a Barry a lidiar con un accidente en un puente, aunque Wally no se presenta explícitamente a su primo, simplemente se identifica como un aliado de Barry, aunque Wallace lo acepta después. trabajan juntos para salvar a Barry de una infusión temporal de energía Fuerza de la Velocidad.
Más tarde descubre que fue creado después de que Barry creara la línea de tiempo de Flashpoint.

## Versiones alternativas

### Futures End
En The Flash: Futures End #1, el Flash de 20 años en el futuro puede prevenir la muerte de Wallace al matar a Daniel West. Después de que Futuro Flash paraliza a su yo más joven en su lucha y desaparece en el pasado, Barry descubre que Wallace ha sido imbuido de Fuerza de la Velocidad. Él hace que Wallace prometa detener su yo futuro y Wallace se pone un traje de Flash plateado y rojo, convirtiéndose en el nuevo Flash, y entrena durante años para viajar de regreso y detener al Flash del Futuro.
En Flash #35, Wallace llega para ver a Future Flash luchar contra el Flash actual. Wallace está gravemente herido cuando protege al Flash más joven de las rocas de alta velocidad que arrojó el Futuro Flash. Wallace absorbe el exceso de energía Fuerza de la Velocidad que está destrozando al Flash actual y le dice que no se rinda y que solo aprendió a ser un héroe gracias a él. Wallace muere y libera una ráfaga de energía de Fuerza de la Velocidad que cierra la ruptura, pero atrapa sin querer al Flash actual en Fuerza de la Velocidad.

## En otros medios

### Televisión
Una versión de Wally West se introdujo en The Flash, interpretado por Keiynan Lonsdale, casi al mismo tiempo que DC reintrodujo a Wally West en el New 52, el personaje que luego sería rediseñado como Wallace West. En la tercera temporada de The Flash, Wally se convierte en Kid Flash cuando obtiene poderes idénticos a los de Barry en un accidente. En esta versión, es el hermano menor de Iris West en lugar de su sobrino. En la cuarta temporada, deja el equipo para forjar su propia identidad y finalmente se une a las Leyendas de la serie Arrowverso Leyendas del mañana como una serie regular en la tercera temporada.
- Esta versión del personaje interpretado por Lonsdale también aparece en un episodio de Supergirl durante el evento cruzado Crisis on Earth-X.

### Películas
- La encarnación de Wallace West de Kid Flash aparece brevemente en Justice League Dark: Apokolips War, como uno de los Titanes asesinados por los Paradooms.

### Videojuegos
- Wallace West como Kid Flash apareció brevemente en el final para un jugador de The Flash en Injustice 2.
- Wallace West como Kid Flash hizo su debut en un videojuego como personaje jugable en Lego DC Super-Villains, con la voz de Jason Linere White.[10]